# Älmestad
Älmestad är en småort i Ulricehamns kommun i Hällstads socken. 

## Befolkningsutveckling
Invånarna uppgick år 2000 till 201 i antalet och Älmestad klassades som Tätort. År 2005 hade antalet invånare minskat till 184, och klassades därmed om till småort.
| Befolkningsutvecklingen i Älmestad 1975–2015                  | Befolkningsutvecklingen i Älmestad 1975–2015 | Befolkningsutvecklingen i Älmestad 1975–2015 | Befolkningsutvecklingen i Älmestad 1975–2015 | Befolkningsutvecklingen i Älmestad 1975–2015 |
| ------------------------------------------------------------- | -------------------------------------------- | -------------------------------------------- | -------------------------------------------- | -------------------------------------------- |
|                                                               |                                              |                                              |                                              |                                              |
| År                                                            |                                              |                                              | Folkmängd                                    | Areal (ha)                                   |
| 1975                                                          | 1975                                         |                                              | 216                                          |                                              |
| 1980                                                          | 1980                                         |                                              | 209                                          |                                              |
| 1990                                                          | 1990                                         |                                              | 211                                          | 42                                           |
| 1995                                                          | 1995                                         |                                              | 201                                          | 42                                           |
| 2000                                                          | 2000                                         |                                              | 201                                          | 42                                           |
| 2005                                                          | 2005                                         |                                              | 184                                          | 42#                                          |
| 2010                                                          | 2010                                         |                                              | 162                                          | 42#                                          |
| 2015                                                          | 2015                                         |                                              | 142                                          | 32#                                          |
| Anm.: Ny tätort 1975. Upphörde som tätort 2005. # Som småort. |                                              |                                              |                                              |                                              |